# Жан-Марк Ланґлуа-Бертло
Жан-Марк Ланґлуа-Бертло (фр. Jean-Marc Langlois-Berthelot), також відомий як Жан-Марк Монґерр (фр. Jean-Marc Montguerre), — французький дипломат, письменник і редактор.

## Життєпис
Жан-Марк Монґерр став відомим завдяки своїм численним романами. Неодноразово був нагороджений Французькою академією.
Попрацювавши дослідником у галузі біохімії в Паризькій Вищій нормальній школі, він став дипломатом у кількох міжнародних установах ООН, особливо в Азії та на Близькому Сході.
Він заснував журнал L'Échauguette разом з іншими відомими французькими авторами, такими як Поль Клодель, Анрі Мондор й Андре Моруа. Він також заснував і керував книгарнею Les Journées в Каннах, місцем, де Поль Моран, А. Моруа і П. Клодель регулярно зустрічалися.
Він син Філіпа Ланґлуа-Бертло, колишнього декана Банку Франції, і є батьком Марселіна Ланґлуа-Бертло (продавець книг і видавець), Жиля-Антуана Ланґлуа-Бертло (письменник, видавець і професор історії та архітектури) та Максанса Ланґлуа-Бертло (адміністратор у сфері культури).

## Праці
- En un si bref combat, п'єса на дві дії (1949)
- Amour sacré, amours profanes, poèmes (1949) — Премія Каролін-Жуффруа-Рено[fr] від Французької академії
- Quatre poèmes pour une offrande (1950)
- Essai pour une rose des vents (фронтиспіс Антуанетти Ланґлуа-Бертло, 1951)
- Douze siècles à Châtenay-Malabry, la Vallée-aux-Loups (1953)
- L'Habitant de mes pensées (1954)
- Journées : 1954-1955 (1955)
- Tu aimeras, роман (1956)
- Les Élèves, роман (1958)
- François Xavier au Quartier Latin (1961) — Монтіонська премія, від Французької академії
- François Xavier dans les chemins d'Orient